# AC0
AC0 è una classe di complessità usata nella complessità dei circuiti. È la classe più piccola della gerarchia AC, e consiste di tutte le famiglie di circuiti che hanno profondità O(1) e dimensione polinomiale, con porte AND e porte OR con numero massimo di linee d'ingresso illimitato (fan-in) (ammettiamo le porte NOT soltanto alle entrate). Essa perciò contiene NC0, che ha soltanto porte AND e OR con numero massimo di linee d'ingresso limitato.
Da un punto di vista della complessità descrittiva, AC0 uniforme in DLOGTIME è uguale alla classe descrittiva FO+BIT di tutti i linguaggi descrivibili in una logica del primo ordine con l'aggiunta dell'operatore BIT, o alternativamente da FO(+, {\displaystyle \times }), o da una macchina di Turing nella gerarchia logaritmica.
Nel 1984 Furst, Saxe e Sipser dimostrarono che calcolare la parità di un'entrata non può essere decisa da nessun circuito AC0, anche con la non uniformità. Ne consegue che AC0 non è uguale a NC1, perché una famiglia di circuiti nell'ultima classe può computare la parità. Limiti più precisi conseguono dal lemma della commutazione. Usandoli, è stato dimostrato che c'è una separazione mediante oracolo tra PH e PSPACE.
L'addizione e la sottrazione degli interi sono computabili in AC0, ma la moltiplicazione no (almeno, non in base alle abituali rappresentazioni binarie o in base 10 degli interi).